# Oracle TopLink
Toplink é em computação um framework para a linguagem de programação Java desenvolvido pela Oracle que provê um mapeamento objeto-relacional.